# بخش پوئلن
بخش پوئلن (به اسپانیایی: Departamento Puelén) یک منطقهٔ مسکونی در آرژانتین است که در استان لا پامپا واقع شده‌است.